# Cladobotryum mycophilum
Cladobotryum mycophilum är en svampart som först beskrevs av Cornelius Anton Jan Abraham Oudemans, och fick sitt nu gällande namn av W. Gams & Hooz. 1970. Cladobotryum mycophilum ingår i släktet Cladobotryum och familjen Hypocreaceae.   Inga underarter finns listade i Catalogue of Life.